# Dennes Point (ort)
Dennes Point är en ort i Australien. Den ligger i delstaten Tasmanien, i den sydöstra delen av landet, omkring 20 kilometer söder om delstatshuvudstaden Hobart. Antalet invånare är 220.
Närmaste större samhälle är Kingston, omkring 10 kilometer nordväst om Dennes Point. 
Genomsnittlig årsnederbörd är 920 millimeter. Den regnigaste månaden är juli, med i genomsnitt 114 mm nederbörd, och den torraste är februari, med 49 mm nederbörd.